# Институт философии в Виктории
Институт философии в Виктории (англ. Philosophical Institute of Victoria) — научный институт, действовавший в XIX веке в штате Виктория, в Австралии. Он был основан в 1854 году путём слияния Викторианского института развития науки и Философского общества Виктории. Первое собрание недавно объединённой группы состоялось 10 июля 1855 года в Музее естественной истории под председательством представителя Викторианского института д-ра Дж. Маунда. Согласно заявлению объединения, «цели Философского Института должны быть такими же, как и у Философского Общества, и режим работы нового Института должен быть таким же, как у старого Общества». Первым президентом был генеральный инспектор Виктории капитан Эндрю Кларк.
Доклады, прочитанные на первой встрече, включали:
- «О физическом характере графства Хейтсбери[англ.]». Роберт Скотт.
- «О благоприятной геологической и химической природе основных горных пород и почв Виктории в отношении производства обычных злаков и вина». Клемент Ходжкинсон[англ.].
- Также была представлена метеорологическая таблица климатологии за июнь того же года, а также было выставлено большое количество образцов естествознания, некоторые из которых были новы для науки[2].

В 1857 году Философский институт сформировал Исследовательский комитет с целью изучения возможности оснащения исследовательской экспедиции.
Ряд выдающихся учёных и инженеров Виктории включал Редмонда Барри, Клемента Ходжкинсона и Фердинанда фон Мюллера.
Институт стал Королевским обществом Виктории после получения Королевской хартии в 1859 году.